# 丹尼尔·巴德
丹尼爾·保羅·巴德（英語：Daniel Paul Bard，1985年6月25日—），為前美國職棒大聯盟的投手，生涯曾效力過紅襪與洛磯兩隊。2011年，巴德曾在紅襪隊寫下連續25場出賽無失分的隊史紀錄。當時他的最快球速可來到102英里(約時速164公里)，不過接下來他罹患了投球失憶症(Yips)。2013年後，巴德便沒在大聯盟出賽。經過四個球季挑戰重返大聯盟都失敗後，巴德宣布第一次退休。2020年，巴德東山再起，並成功加入洛磯隊且睽違7年重返大聯盟。

## 職業生涯

### 波士頓紅襪
2009年
5月101日，紅襪隊宣布將投手哈維爾·洛佩茲放進指定讓渡名單。巴德也從3A升上大聯盟。5月13日，巴德達成大聯盟初登板，他主投2局無失分。
5月20日，巴德首度在芬威公園亮相，不過他只投了2⁄3局就被換下場。他在面對費城人的比賽中拿下個人生涯首次救援成功。8月26日，他拿下了大聯盟首勝。
這年季後賽，巴德還在ESPN擔任體育播報記者。
2010年
這年巴德一樣擔任球隊牛棚要角。他出賽73場比賽，送出76次三振，防禦率僅1.93。
2011年
這年巴德締造了連續25場比賽出賽無失分的隊史紀錄，原紀錄是由烏蓋特·厄比納所締造。
不過巴德在這年球季末突然表現不佳，他在9月份拿下0勝4敗，防禦率高達10.64。該月他送出了9次保送，比他前3個月的保送數總和還高。
2012年
這年紅襪隊決定讓巴德擔任先發投手，不過他僅拿下5勝6敗，防禦率為5.24。6月5日，巴德先發1+2⁄3局，丟出2次觸身球、6次保送並掉了5分。他也隨後被下放到小聯盟。他在3A的表現依舊沒有起色，20+1⁄3局投球送出15次保送，防禦率高達7.08。8月30日，因為球隊釋出Zach Stewart，巴德也短暫回到大聯盟。
2013年
該年巴德從2A開季，並在4月23日被叫上大聯盟。他在大聯盟出賽2場比賽，合計投了1局失1分。而這也是他在2010年代的最後一次大聯盟亮相。4月28日，球隊將他下放到3A，並升上Joel Hanrahan。9月1日，他遭到球隊指定讓渡。

### 芝加哥小熊
2013年9月4日，小熊隊從讓渡名單挑走了巴德。該年12月2日，巴德成為了自由球員。

### 德州遊騎兵
2014年1月31日，巴德和遊騎兵隊簽約。這年他的控球突然失準，在1A裡他僅投了2⁄3局，就送出了7次觸身球與9次保送。6月19日，他遭到遊騎兵釋出。

### 重返芝加哥
2015年1月18日，巴德與小熊簽下小聯盟合約。不過該年他完全沒升上大聯盟，並在球季結束後成為自由球員。

### 聖路易紅雀
2016年1月11日，巴德以小聯盟約加入海盜隊。不過他在5月14日遭到釋出。6月6日，他加入了紅雀隊。他在紅雀的高階1A出賽了8場比賽，3局的投球失了8分。2017年，他在2A投了8+2⁄3局掉了10分。而他也在該年5月18日遭到球隊釋出。

### 紐約大都會
2017年6月11日，巴德與大都會簽下小聯盟約。他在新人聯盟出賽一場，不過他僅投了2⁄3局就失了4分。同年10月3日，巴德宣布第一次退休。2018年2月1日，巴德加入響尾蛇隊，成為了球員的指導老師。

### 科羅拉多洛磯
2020年2月，巴德宣布他要再次挑戰大聯盟。2月22日，他和洛磯隊簽下小聯盟合約。球隊在簽約後直接讓巴德進入3A球隊。7月17日，球隊宣布巴德進入40人名單。2020年7月25日，巴德睽違7年多終於重返大聯盟。後援1+1⁄3局無失分，並成功拿下勝投。這也是他繼2012年5月29日後再次拿下勝投。

## 個人生活
他的弟弟Luke在2012年美國職棒大聯盟選秀第一輪被雙城隊挑走，並在2018年於天使隊登上大聯盟。而他的表弟John Andreoli也是一名大聯盟球員，他在2018年於水手隊完成初登場。

## 外部連結
- 球員資訊和成績在MLB ，ESPN ，Retrosheet ，Baseball Reference ，Baseball Reference (Minors) ，Fangraphs ，The Baseball Cube （英文）